# Istituto Don Bosco
L'Istituto Don Bosco è un complesso di edifici che sorge nel quartiere San Zeno a Verona, sede di una scuola salesiana. Sorto nel 1893, il vasto complesso scolastico copre una superficie di quasi due ettari ed è stato ampliato nel corso di una sessantina di anni.

## Storia
L'Istituto don Bosco fu fondato nel 1893 all'interno di un ex convento agostiniano, che era stato soppresso all'inizio del secolo per decreto napoleonico. I primi anni videro la sistemazione degli edifici esistenti, prospicienti regaste san Zeno, e subito dopo un piccolo ampliamento delle strutture mediante la costruzione di un edificio a un piano, di una cappella e di un piccolo teatro. In questo primo periodo l'Istituto ospitò esclusivamente orfani che venivano iniziati a vari mestieri, principalmente a quelli del sarto, del calzolaio e del falegname.
Nel 1914 fu inoltre costruito l'edificio dell'infermeria lungo il confine con la proprietà dell'Istituto Provolo dei Sordomuti, su progetto dell'ingegnere conte Lorenzo Priuli Bon, che curò sia il disegno delle facciate che la struttura in cemento armato. Durante la prima guerra mondiale il complesso fu temporaneamente adibito a ospedale militare da campo e, in contemporanea, diede assistenza agli orfani di guerra.
Nel primo dopoguerra la domanda di istruzione tecnico-industriale aumentò sensibilmente, per cui l'Istituto si trovò a dover ampliare la propria sede per rispondere alle nuove esigenze. Per questo motivo, nel 1921, venne chiamato a Verona l'architetto Mario Ceradini, già al servizio dei salesiani in altre città europee. Ceradini pianificò un programma edificatorio pluriennale, che porterà il complesso sostanzialmente allo stato attuale. Il primo intervento di Ceradini fu la realizzazione del nuovo laboratorio per fabbri, un padiglione con copertura a shed e una facciata caratterizzata dalla fornace per la forgiatura, addossato alla palazzina dell'infermeria. Nel 1923 seguì invece la realizzazione dell'edificio principale, con il lungo affaccio sul stradone Antonio Provolo. Inizialmente furono edificati solamente il corpo d'ingresso e l'ala di sinistra, mentre nel 1926 il blocco fu completato a "L" con il terzo corpo previsto, ruotato di novanta gradi verso l'interno e addossato al corpo d'ingresso. Quest'ultima ala, aperta al piano terra da un porticato ad archi ribassati, fu destinata agli uffici della direzione e a una infilata di aule e camerate.

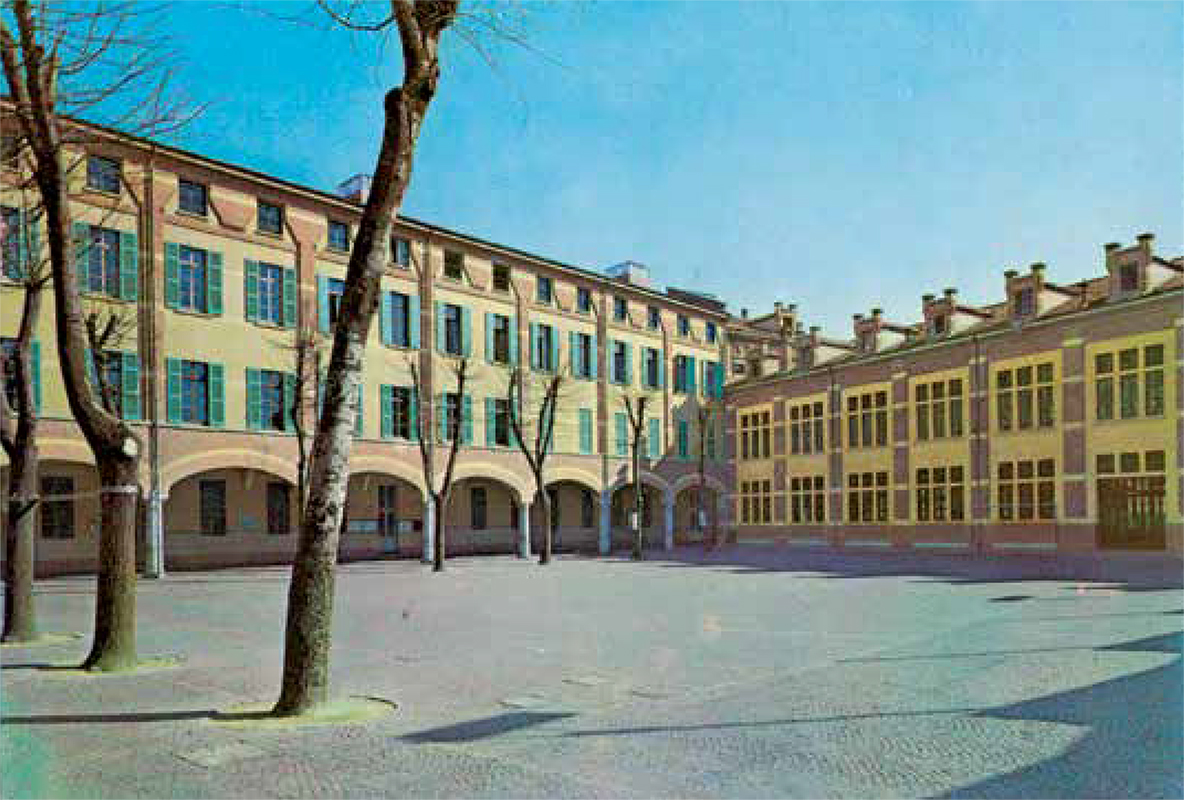
Il cortile interno con i due blocchi dell'architetto Ceradini: a destra quello del 1923 e a sinistra quello del 1926

Nel 1937, vista la necessità di realizzare dei laboratori da adibire a tipografia, il fronte su stradone Provolo venne finalmente prolungato con l'ala di destra, che mantenne la continuità stilistica di quella sinistra, con la differenza che venne realizzato un ulteriore piano. L'anno successivo venne invece edificata la prima vera chiesa nel complesso, su progetto di un ex allievo della scuola, Enea Ronca. La chiesa, addossato al blocco di Ceradini del 1926, si contraddistingue per una facciata neoromanica e per un impianto a navata unica con presbiterio a croce greca.
Nel 1958 fu costruita un nuovo grande blocco a "L" di cinque piani, in cui furono inserite le cucine con i refettori, le aule, le sale studio, il laboratorio di disegno e i dormitori, mentre nel 2012 fu realizzato l'ultimo ampliamento, una palestra di circa 1000 mq su progetto di Giorgio Ugolini.

## Descrizione

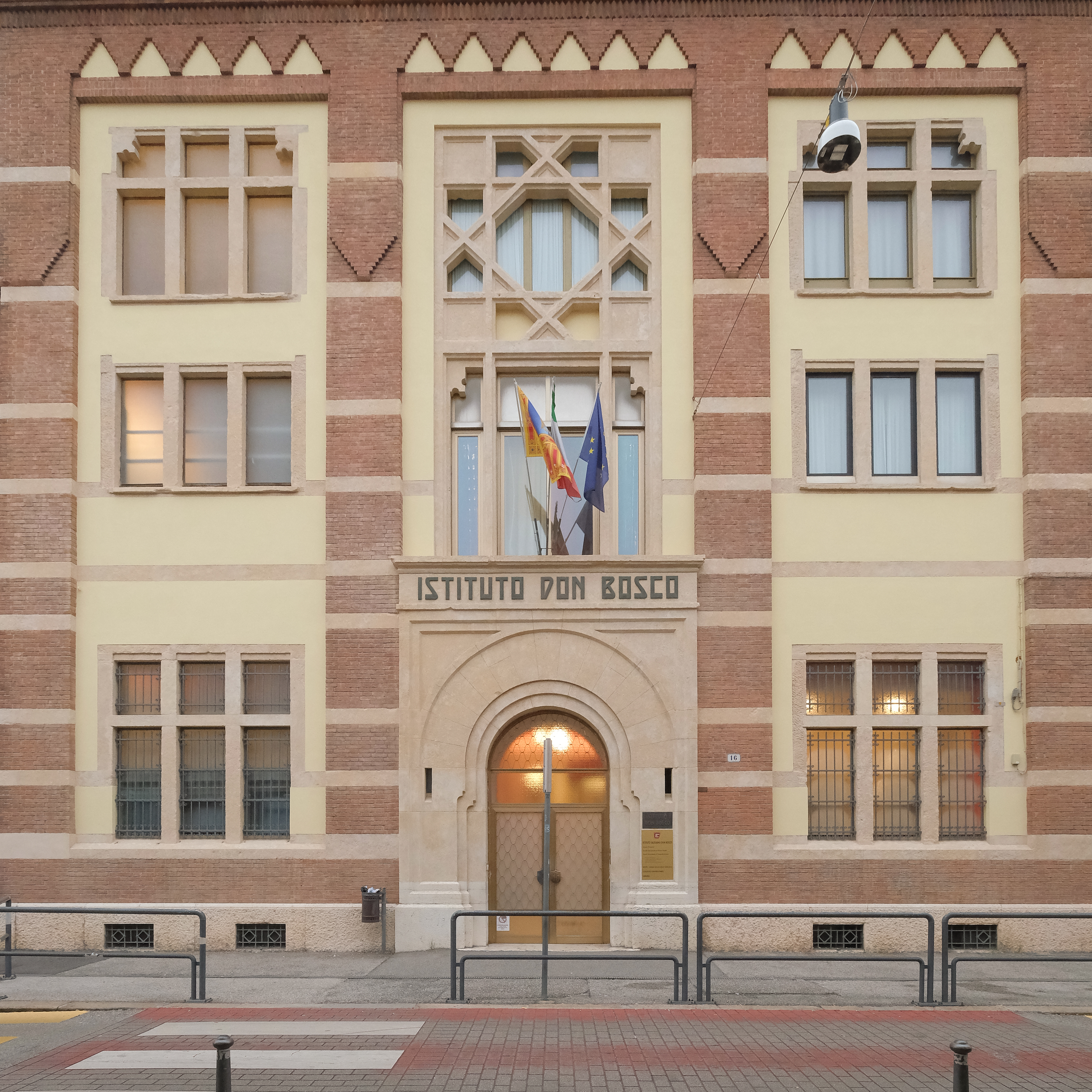
Dettaglio dell'ingresso principale su stradone Provolo

L'edificio si impone visivamente per il suo lungo prospetto su stradone Antonio Provolo, oltre che per la qualità dei dettagli e per la sua anomalia stilistica rispetto al panorama edilizio veronese. Il linguaggio modernista dell'edificio, infatti, contrasta con l'architettura tradizionale delle chiese romaniche e gotiche veronesi, con il neoromanico rundbogenstil delle fabbriche militari austriache, ma anche con le coeve architetture eclettiche di Ettore Fagiuoli o novecentiste di Francesco Banterle.
La facciata principale è scandita da specchiature intonacate alternate a lesene in laterizio, che sono però tagliate da corsi di pietra chiara che conferiscono al prospetto, insieme al fregio superiore in cotto a motivi triangolari e la sequenza di abbaini sul tetto dell'ala sinistra, un andamento orizzontale. Nelle specchiature trovano postano dei finestroni tripartiti dall'aspetto proto-industriale che a loro volta ritmano la facciata, ma è il laterizio utilizzato in chiave decorativa il protagonista del prospetto, un materiale piuttosto diffuso nell'edilizia degli anni 1920.

## Scuola salesiana
Al 2023 il complesso ospita una scuola primaria, una scuola secondaria di primo grado e la scuola secondaria di secondo grado attiva dal 1893, suddivisa in quattro indirizzi: il liceo scientifico, il liceo delle scienze applicate, il liceo linguistico e l'istituto tecnico informatico. Sono inoltre presenti dei corsi universitari e post lauream dello IUSVE, oltre al collegio universitario dotato di 70 posti letto.
Tra i vari spazi a disposizione degli studenti sono presenti numerosi laboratori, un museo di scienze, quattro campi sportivi, una palestra, una biblioteca e una carto-libreria.